# Eugène Svedmark
Lennart Eugène Svedmark, född 7 augusti 1847 i Borås, död 29 januari 1922 i Stockholm, var en svensk geolog.
Svedmark blev student 1866, filosofie kandidat 1873, filosofie doktor 1875 och docent i mineralogi och geologi 1876, allt i Uppsala, och uppehöll under flera terminer 1877-80 på förordnande professuren i dessa ämnen. Han blev biträdande geolog vid Sveriges geologiska undersökning (SGU) 1877 och var geolog där 1881-1908.
Han företog 1875 med stipendium en studieresa till åtskilliga vulkaniska områden och universitetsstäder i Tyskland, idkade under Ferdinand Zirkels ledning mikroskopisk-petrografiska och mineralogiska studier i Leipzig, gjorde 1877 på egen bekostnad en resa till Schweiz för glacialstudier samt till Strassburg för mikroskopiskt arbete hos Harry Rosenbusch.
Svedmark utarbetade de geologiska kartbladen Vaxholm, Furusund, Norrtälje, Rådmansö, Sommenäs, Vimmerby, Svinhult, Kisa, Varberg och Oskarshamn med tillhörande beskrivningar samt offentliggjorde i fackskrifter geologiska uppsatser, huvudsakligen av petrografiskt, vulkanografiskt och seismologiskt innehåll, såsom Halle- och Hunnebergs trapp (1878), Gabbron på Rådmansö och angränsande trakter af Roslagen (1885), Meddelanden om jordstötar i Sverige I-VI (1890-1902) m.fl. Som Geologiska Föreningens sekreterare 1884-1903 ombesörjde han utgivningen av föreningens tidskrift. Han blev 1904 redaktör för tidskriften "Sten och cement".